# Soure kommun, Brasilien
Soure är en kommun i Brasilien.   Den ligger i delstaten Pará, i den nordöstra delen av landet, 1 700 km norr om huvudstaden Brasília. Antalet invånare är 22 995. Soure ligger på ön Ilha de Marajó.
Följande samhällen finns i Soure:
- Soure

Omgivningarna runt Soure är huvudsakligen savann. Runt Soure är det mycket glesbefolkat, med 5 invånare per kvadratkilometer.